# Elvira Sorohan
Elvira Sorohan (n. 21 august 1934, Vaslui – 12 aprilie 2023) a fost un filolog român, istoric și critic literar, specialist în literatură română veche, profesor la Universitatea Alexandru Ioan Cuza din Iași.
Elvira Sorohan a fost unul dintre cei mai devotați și apreciați dascăli din istoria, notorie și îndelungată, a Facultății de Litere a Universității „Alexandru Ioan Cuza” din Iași. 
Elvira Sorohan este autoarea a numeroase prefețe/postfețe la ediții ale operelor lui Miron Costin, Ion Neculce, Dimitrie Cantemir, Vasile Alecsandri, Costache Negruzzi, Ion Creangă, Niccolo Machiavelli. A colaborat, cu un articol de prezentare a scriitorului Ion Budai-Deleanu, la Patrimoine littéraire européen, Belgia, 1998 și cu numeroase articole la Dicționarul general al literaturii române, publicat sub egida Academiei Române.  
Este de asemenea și autoare a numeroase comunicări științifice și conferințe pe teme de literatură română, prezentate în țară și la Debrețin, Cernăuți, Chișinău. 
A debutat publicistic în anul 1963, în revista Cronica. 
În 1974 debutează editorial cu volumul Iluminismul transilvan, Editura Universității, Iași.
A colaborat la revistele Cronica, Convorbiri Literare, Expres Cultural, Scriptor. 
Pentru activitatea sa a primit numeroase premii și distincții dintre care amintim:  
Premiul Filialei Iași a Uniunii Scriitorilor din România pentru critică și istorie literară, 1978;   
Premiul Filialei Iași a Uniunii Scriitorilor din România pentru istorie literară, 1998;  
Premiul pentru critică literară al revistei Convorbiri literare, 2000;  
Premiul OPERA OMNIA al Filialei Iași a Uniunii Scriitorilor din România, 2009. 
În anul 2021, la propunerea Filialei Iași a Uniunii Scriitorilor din România, Primăria Municipiului Iași îi acordă titlul de Cetățean de onoare al Municipiului Iași.
„Literatura a dovedit întotdeauna o mare capacitate internă de a renaște din cenușă”, spunea Elvira Sorohan, în anul 2014, într-un interviu acordat Revistei Convorbiri Literare.
Cărți publicate (selectiv): Cantemir în cartea hieroglifelor, Editura Minerva, București, 1978; Ipostaze ale revoltei la Heliade Rădulescu și Mihai Eminescu, Editura Minerva, București, 1982; Introducere în opera lui Ion Budai-Deleanu, Editura Minerva, București, 1984; Miron Costin. Permanențe ale mentalității românești, Editura Junimea, Iași, 1995; Introducere în istoria literaturii române, Editura Universității „Al. I. Cuza”, Iași, 1997; I. D. Sîrbu sau suferința spiritului captiv, Editura Junimea, Iași, 1999; Naratori și modelare umană în medievalitatea românească, (în colaborare), Editura Junimea, Iași, 2000; Singurătatea scriitorului, Editura Universității „Al. I. Cuza”, Iași, 2004, Călinescu în autoportret, Editura Timpul, Iași, 2007; Salon literar cu prozatori contemporani români și străini, Editura Junimea, Iași, 2014.

## Cărți publicate
- Iluminismul transilvan (Ed.Universității, Iași, 1974)
- Cantemir în cartea hieroglifelor (Ed. Minerva, București, 1978)
- Ipostaze ale revoltei la Heliade Rădulescu și Mihai Eminescu (Ed. Minerva, București, 1982)
- Introducere în opera lui Budai-Deleanu (Ed. Minerva, București, 1984)
- Cartea cronicilor (Ed. Junimea, Iași, 1986)
- Miron Costin. Permanențe ale mentalității românești (Ed. Junimea, Iași, 1995)
- Introducere în istoria literaturii române (Ed. Universității, Iași, 1998)
- I.D. Sârbu sau suferința spiritului captiv (Ed. Junimea, Iași, 1999)
- Narator și modelare umană în medievalitatea românească (în colaborare) (Ed. Junimea, Iași, 2000)
- G. Călinescu în autoportret. Câteva lecturi în palimpsest (Editura Timpul, Iasi, 2007)[3]